# Seo Yong-seok
Seo Yong-seok (kor. 서용석; ur. 28 lutego 1942 w Yesan) – południowokoreański zapaśnik walczący w stylu wolnym. Olimpijczyk z Meksyku 1968, gdzie zajął dziesiąte miejsce w kategorii do 78 kg.
Brązowy medalista igrzysk azjatyckich w 1966 roku.

## Letnie Igrzyska Olimpijskie 1968
| Konkurencja      | Rundy eliminacyjne      | Rundy eliminacyjne    | Rundy eliminacyjne  | Rundy eliminacyjne    | Klas. końcowa |
| Konkurencja      | Przeciwnik I            | Przeciwnik II         | Przeciwnik III      | Przeciwnik IV         | Miejsce       |
| ---------------- | ----------------------- | --------------------- | ------------------- | --------------------- | ------------- |
| 78 kg styl wolny | Osvaldo Ferrari (ITA) Z | Carlos Romero (MEX) Z | Steve Combs (USA) P | Mahmut Atalay (TUR) P | 10.           |